# Maison de Scarpone
 (août 2024).
Si vous disposez d'ouvrages ou d'articles de référence ou si vous connaissez des sites web de qualité traitant du thème abordé ici, merci de compléter l'article en donnant les références utiles à sa vérifiabilité et en les liant à la section « Notes et références ».
La maison de Scarpone est issue de Richwin, comte de Scarpone (Scarpone était une importante cité et siège d'un comté dont il ne reste rien et qui se trouvait non loin de Dieulouard). Son fils Louis reçut les comtés de Montbéliard, d'Altkirch et de Ferrette et obtint par mariage le comté de Bar.

## Filiation
```
Richwin, comte de Scarpone
X Hildegarde (Mathilde) d’Eguisheim
│
└─> 
Louis
 († 1070/1073), 
comte de Montbéliard
, d’
Altkirch
 et 
de Ferrette

    X 
Sophie de Bar

    │
    ├─> 
Thierry 
I
er
 (1045 † 1105), comte de Montbéliard, de Bar et de Mousson
    │   X 1065 Ermentrude de Bourgogne (1055 † 1105)
    │   │
    │   ├─> 
Thierry II
 (1081 † 1163), comte de Montbéliard
    │   │   │
    │   │   ├─> Thierry III, mort entre 1155 et 1160
    │   │   │   X Gertrude de Habsbourg
    │   │   │
    │   │   ├─> Sophie († 1148), héritière de Montbéliard
    │   │   │   X Richard II, comte de Montfaucon.
    │   │   │
    │   │   ├─> Etiennette
    │   │   │   X Folmar, comte de Sarrewerden
    │   │   │
    │   │   └─> Ermentrude
    │   │       X Eudes, comte de la Roche
    │   │
    │   ├─> Louis († 1103)
    │   │
    │   ├─> 
Frédéric 
I
er
 († 1160), comte de Ferrette et d'Altkirch
    │   │   X 1) 1111 Petrissa de Zähringen († 1115)
    │   │   X 2) Etiennette de Vaudémont
    │   │   │
    │   │   └2> 
Louis 
I
er
 († 1190), comte de Ferrette
    │   │       X Richenza de Habsbourg († 1180)
    │   │       │
    │   │       ├─> Louis († av.1188)
    │   │       │
    │   │       ├─> Ulrich 
I
er
 († 1197), comte de Ferrette
    │   │       │
    │   │       ├─> Frédéric II († 1234), comte de Ferrette
    │   │       │   X Heilwig d'Urach
    │   │       │   │
    │   │       │   ├─> Ulrich II († 1275), comte de Ferrette
    │   │       │   │   X Agnès 
de Vergy

    │   │       │   │   │
    │   │       │   │   ├─> Henri († av.1256)
    │   │       │   │   │
    │   │       │   │   ├─> Frédéric, prieur à Altkirch (1256-69)
    │   │       │   │   │
    │   │       │   │   ├─> Louis († av.1281), comte de Ferrette, seigneur de Florimont
    │   │       │   │   │   X N de Rappoltstein
    │   │       │   │   │   │
    │   │       │   │   │   └─> Ulrich, seigneur de Florimont
    │   │       │   │   │
    │   │       │   │   ├─> Thiébaud, comte de Ferrette
    │   │       │   │   │   X Catherine de Klingen
    │   │       │   │   │   │
    │   │       │   │   │   ├─> Ulrich III († 1324), comte de Ferrette
    │   │       │   │   │   │   X 1303 Jeanne de Bourgogne († 1347)
    │   │       │   │   │   │   │
    │   │       │   │   │   │   ├─> Jeanne (1300 † 1351), comtesse de Ferrette
    │   │       │   │   │   │   │   X 1324 
Albert II
 (1298 † 1358), duc d'Autriche, ancêtres de très nombreux souverains 
Habsbourg

    │   │       │   │   │   │   │
    │   │       │   │   │   │   └─> Ursule († 1367), dame de Belfort
    │   │       │   │   │   │       X 1) Hugues († 1354), comte d'Hohenberg
    │   │       │   │   │   │       X 2) Guillaume de Montfort († 1373)
    │   │       │   │   │   │
    │   │       │   │   │   ├─> Thiébaud († av.1312)
    │   │       │   │   │   │
    │   │       │   │   │   ├─> Jean, seigneur de Rougemont
    │   │       │   │   │   │
    │   │       │   │   │   ├─> Herzelinde, († 1317)
    │   │       │   │   │   │   X Otton d'Ochsenstein († 1327)
    │   │       │   │   │   │
    │   │       │   │   │   └─> Sophie († 1344)
    │   │       │   │   │       X Ulrich III († 1344), comte de Wurtemberg
    │   │       │   │   │
    │   │       │   │   ├─> Adélaïde
    │   │       │   │   │   X Ulrich de Regensberg
    │   │       │   │   │
    │   │       │   │   ├─> Sophie
    │   │       │   │   │   X Conrad, comte de Horbourg
    │   │       │   │   │
    │   │       │   │   └─> Stéphanie († 1276)
    │   │       │   │       X Konrad Werner d'Hattstatt († 1320)
    │   │       │   │
    │   │       │   ├─> Ludwig, († 1236)
    │   │       │   │
    │   │       │   ├─> Berthold († 1262), évêque de Bâle
    │   │       │   │
    │   │       │   ├─> Albert
    │   │       │   │
    │   │       │   ├─> Adelgarde († ap.1282)
    │   │       │   │    X 1226 Thierry († 1282), comte de Montbéliard
    │   │       │   │
    │   │       │   └─> Anne, abbesse de Secken (1260-73)
    │   │       │
    │   │       └─> Helwide († 1188)
    │   │
    │   ├─> 
Renaud 
I
er
 (1090 † 1150), comte de Bar et seigneur de Mousson
    │   │   X 1) Ne
    │   │   X 2) 1120 Gisèle de Vaudémont (1090 † 1141)
    │   │   │
    │   │   ├1> N (1113 † av.1120)
    │   │   │
    │   │   ├2> Hugues (v.1120 † 1141)
    │   │   │
    │   │   ├2> Agnès
    │   │   │   X 1140 Albert 
I
er
 († 1163), comte de Chiny
    │   │   │
    │   │   ├2> Clémence
    │   │   │   X 1) 1140 
Renaud II
, 
comte de Clermont
 (1070 † 1162)
    │   │   │   X 2) Thibaut III, sire de Crépy
    │   │   │
    │   │   ├2> 
Renaud II
 (1115 † 1170), comte de Bar
    │   │   │   X 1155 
Agnès de Champagne
 († 1207)
    │   │   │   │
    │   │   │   ├─> 
Henri 
I
er
 (1158 † 1190), comte de Bar
    │   │   │   │
    │   │   │   ├─> 
Thiébaut 
I
er
 (1158 † 1214), comte de Bar
    │   │   │   │   X 1) 1176 Laurette de Looz († 1190)
    │   │   │   │   X 2) 1189 Ermesinde de Brienne (1189 † 1211)
    │   │   │   │   X 3) 1195 
Ermesinde Ire
 (1186 † 1247), comtesse de Luxembourg,
    │   │   │   │   │
    │   │   │   │   ├1> Agnès († 1226)
    │   │   │   │   │   X 1189 
Ferry II
 († 1213), 
duc de Lorraine

    │   │   │   │   │
    │   │   │   │   ├2> 
Henri II
 (1190 † 1239), comte de Bar
    │   │   │   │   │   X 1219 Philippa de Dreux (1192 † 1242)
    │   │   │   │   │   │
    │   │   │   │   │   ├─> Marguerite (1220 † 1275)
    │   │   │   │   │   │   X 1240 
Henry V
 (1217 † 1281), 
comte de Luxembourg

    │   │   │   │   │   │
    │   │   │   │   │   ├─> 
Thiébaut II
 (v. 1221 † 1291), comte de Bar
    │   │   │   │   │   │   X 1) 1243 Jeanne de Dampierre
    │   │   │   │   │   │   X 2) 1266 Jeanne de Toucy
    │   │   │   │   │   │   │
    │   │   │   │   │   │   ├2> 
Henri III
 (1259 † 1302)
    │   │   │   │   │   │   │   X 1293 
Aliénor d'Angleterre
 (1269 † 1298)
    │   │   │   │   │   │   │   │
    │   │   │   │   │   │   │   ├─> 
Édouard 
I
er
 (1295 † 1336), comte de Bar
    │   │   │   │   │   │   │   │   X Marie de Bourgogne
    │   │   │   │   │   │   │   │   │
    │   │   │   │   │   │   │   │   ├─> 
Henri IV
 († 1344), comte de Bar
    │   │   │   │   │   │   │   │   │   X 1338 Yolande de Dampierre (1331 † 1395)
    │   │   │   │   │   │   │   │   │   │
    │   │   │   │   │   │   │   │   │   ├─> 
Édouard II
 (1339 † 1352), comte de Bar
    │   │   │   │   │   │   │   │   │   │
    │   │   │   │   │   │   │   │   │   └─> 
Robert 
I
er
 (1344 † 1411), comte puis duc de Bar
    │   │   │   │   │   │   │   │   │       X 1364 
Marie de France
 (1344 † 1404)
    │   │   │   │   │   │   │   │   │       │
    │   │   │   │   │   │   │   │   │       ├─> 
Yolande
, (1365 † 1431)
    │   │   │   │   │   │   │   │   │       │   X 1384 
Jean 
I
er
 d'Aragon
 (1350 † 1395)
    │   │   │   │   │   │   │   │   │       │
    │   │   │   │   │   │   │   │   │       ├─> 
Henri
 (1366 † 1396), seigneur de Marle
    │   │   │   │   │   │   │   │   │       │   X Marie de Coucy (1366 † 1405)
    │   │   │   │   │   │   │   │   │       │   │
    │   │   │   │   │   │   │   │   │       │   └─> 
Robert
 († 1415), comte de Marle et 
de Soissons

    │   │   │   │   │   │   │   │   │       │       X 1408 Jeanne de Béthune († 1450)
    │   │   │   │   │   │   │   │   │       │       │
    │   │   │   │   │   │   │   │   │       │       └─> 
Jeanne
 (1415 † 1462), comtesse de Marle et de Soissons
    │   │   │   │   │   │   │   │   │       │           X 1435 
Louis de Luxembourg
 (1418 † 1475), 
comte de Ligny
 et 
de Saint-Pol

    │   │   │   │   │   │   │   │   │       │
    │   │   │   │   │   │   │   │   │       ├─> Philippe (1372 † 1396)
    │   │   │   │   │   │   │   │   │       │
    │   │   │   │   │   │   │   │   │       ├─> Charles (1373 † 1392), seigneur de Nogent-le-Rotrou
    │   │   │   │   │   │   │   │   │       │
    │   │   │   │   │   │   │   │   │       ├─> Marie (1374 †)
    │   │   │   │   │   │   │   │   │       │   X 1384 
Guillaume II
, 
margrave de Namur
 (1355 † 1418)
    │   │   │   │   │   │   │   │   │       │
    │   │   │   │   │   │   │   │   │       ├─> 
Édouard III
 († 1415), duc de Bar
    │   │   │   │   │   │   │   │   │       │
    │   │   │   │   │   │   │   │   │       ├─> 
Louis
 († 1431), 
évêque de Verdun
, cardinal et duc de Bar.
    │   │   │   │   │   │   │   │   │       │
    │   │   │   │   │   │   │   │   │       ├─> Yolande la jeune, († 1421)
    │   │   │   │   │   │   │   │   │       │   X Adolphe duc de Juliers et de Berg († 1437)
    │   │   │   │   │   │   │   │   │       │
    │   │   │   │   │   │   │   │   │       ├─> Jean (1380 † 1415), seigneur de Puisaye
    │   │   │   │   │   │   │   │   │       │
    │   │   │   │   │   │   │   │   │       ├─> Bonne († 1400)
    │   │   │   │   │   │   │   │   │       │   X 1393 Valéran de Luxembourg, comte de Ligny († 1415)
    │   │   │   │   │   │   │   │   │       │
    │   │   │   │   │   │   │   │   │       └─> Jeanne († 1402)
    │   │   │   │   │   │   │   │   │           X 1393 
Théodore II Paléologue
, 
marquis de Montferrat
 (1361 † 1418)
    │   │   │   │   │   │   │   │   │
    │   │   │   │   │   │   │   │   ├─> Aliénor († 1332)
    │   │   │   │   │   │   │   │   │   X 1330 
Raoul
 († 1346), 
duc de Lorraine

    │   │   │   │   │   │   │   │   │
    │   │   │   │   │   │   │   │   └─> 
Béatrice

    │   │   │   │   │   │   │   │       X 
Guy Gonzague
 († 1369), 
seigneur de Mantoue

    │   │   │   │   │   │   │   │
    │   │   │   │   │   │   │   └─> 
Jeanne
 (1295 † 1361)
    │   │   │   │   │   │   │       X 
John de Warenne
 († 1347), 
comte de Surrey
, 
de Sussex
 et 
de Strathearn

    │   │   │   │   │   │   │
    │   │   │   │   │   │   ├2> Jean († 1317), seigneur de Puisaye
    │   │   │   │   │   │   │
    │   │   │   │   │   │   ├2> 
Thiébaut
 († 1312), 
évêque de Liege

    │   │   │   │   │   │   │
    │   │   │   │   │   │   ├2> 
Renaud
 († 1316), 
évêque de Metz

    │   │   │   │   │   │   │
    │   │   │   │   │   │   ├2> Érard († v. 1336), seigneur de Pierrepont
    │   │   │   │   │   │   │   X Isabelle de Lorraine († 1353)
    │   │   │   │   │   │   │   │
    │   │   │   │   │   │   │   ├─> Thiébaud († 1354), seigneur de Pierrepont
    │   │   │   │   │   │   │   │   X Marie de Namur (1322 † 1357)
    │   │   │   │   │   │   │   │   │
    │   │   │   │   │   │   │   │   ├─> Yolande, dame d'Ancerville
    │   │   │   │   │   │   │   │   │   X Eudes de Grancey
    │   │   │   │   │   │   │   │   │
    │   │   │   │   │   │   │   │   └─> Isabelle, dame de Pierrepont
    │   │   │   │   │   │   │   │       X Otton d'Arkel († 1396)
    │   │   │   │   │   │   │   │
    │   │   │   │   │   │   │   ├─> Reinald, seigneur de Pierrefitte
    │   │   │   │   │   │   │   │
    │   │   │   │   │   │   │   ├─> Jean († 1366), seigneur de Pierrepont
    │   │   │   │   │   │   │   │
    │   │   │   │   │   │   │   ├─> Frederic († 1355), seigneur de Norroy
    │   │   │   │   │   │   │   │
    │   │   │   │   │   │   │   ├─> Henriette
    │   │   │   │   │   │   │   │   X Henri, comte de Lützelstein
    │   │   │   │   │   │   │   │
    │   │   │   │   │   │   │   └─> Marie
    │   │   │   │   │   │   │       X Jean, comte de Dampierre
    │   │   │   │   │   │   │
    │   │   │   │   │   │   ├2> Pierre, mort avant 1349, seigneur de Pierrefort
    │   │   │   │   │   │   │   X 1) Jeanne de Vienne
    │   │   │   │   │   │   │   X 2) Eléonore de Poitiers
    │   │   │   │   │   │   │   │
    │   │   │   │   │   │   │   ├1> Henri († 1380), seigneur de Pierrefort
    │   │   │   │   │   │   │   │   X 1342 Isabelle 
de Vergy

    │   │   │   │   │   │   │   │   │
    │   │   │   │   │   │   │   │   └─> Pierre (1343 † 1380)
    │   │   │   │   │   │   │   │
    │   │   │   │   │   │   │   ├1> 
Hugues
 († 1361), 
évêque de Verdun

    │   │   │   │   │   │   │   │
    │   │   │   │   │   │   │   ├1> Etienne, mort jeune
    │   │   │   │   │   │   │   │
    │   │   │   │   │   │   │   ├1> Ghislette
    │   │   │   │   │   │   │   │   X 1334 Jean († 1380), comte de Sarbruck
    │   │   │   │   │   │   │   │
    │   │   │   │   │   │   │   └1> Jeanne
    │   │   │   │   │   │   │       X Walram († 1366), comte de Deux-Ponts
    │   │   │   │   │   │   │
    │   │   │   │   │   │   ├2> Philippa († 1290)
    │   │   │   │   │   │   │   X 1263 avec 
Othon IV
, 
comte de Bourgogne

    │   │   │   │   │   │   │
    │   │   │   │   │   │   ├2> Alix († 1307)
    │   │   │   │   │   │   │   X 1278 Matthieu de Lorraine († 1282), seigneur de Beauregard
    │   │   │   │   │   │   │
    │   │   │   │   │   │   ├2> Marie († 1333)
    │   │   │   │   │   │   │   X Gobert d'Aspremont († 1302)
    │   │   │   │   │   │   │
    │   │   │   │   │   │   ├2> Isabelle, citée en 1295
    │   │   │   │   │   │   │
    │   │   │   │   │   │   ├2> Yolande, morte jeune
    │   │   │   │   │   │   │
    │   │   │   │   │   │   └2> Marguerite, abbesse de Saint-Mauré
    │   │   │   │   │   │
    │   │   │   │   │   ├─> Henri, cité en 1249
    │   │   │   │   │   │
    │   │   │   │   │   ├─> Jeanne (1225 † 1299)
    │   │   │   │   │   │   X 1) Frédéric de Blamont  († 1255)
    │   │   │   │   │   │   X 2) Louis (1235  † 1299), comte de Looz et de Chiny
    │   │   │   │   │   │
    │   │   │   │   │   ├─> Renaud († 1271)
    │   │   │   │   │   │
    │   │   │   │   │   ├─> Erard († 1335)
    │   │   │   │   │   │
    │   │   │   │   │   └─> Isabelle († 1320)
    │   │   │   │   │
    │   │   │   │   ├2> Agnès
    │   │   │   │   │   X 
Hugues V de Châtillon
 († 1248), 
comte de Saint-Pol
 et 
de Blois

    │   │   │   │   │
    │   │   │   │   ├2> Marguerite
    │   │   │   │   │   X 1) 1221 Henri III, comte de Salm (1191 † 1228)
    │   │   │   │   │   X 2) Henri de Dampierre († 1259)
    │   │   │   │   │
    │   │   │   │   ├3> Renaud, seigneur de Briey
    │   │   │   │   │
    │   │   │   │   ├3> une fille, morte en 1214
    │   │   │   │   │
    │   │   │   │   ├3> Elisabeth († 1262)
    │   │   │   │   │   X Valéran de Limbourg († 1242), seigneur de Monschau
    │   │   │   │   │
    │   │   │   │   └3> Marguerite
    │   │   │   │       X 1) 
Hugues III
 († 1243), 
comte de Vaudémont

    │   │   │   │       X 2) Henri de Bois
    │   │   │   │
    │   │   │   ├─> 
Renaud
 († 1217), 
évêque de Chartres
 de 
1182
 à 
1217

    │   │   │   │
    │   │   │   └─> Hugues, chanoine à Chartres
    │   │   │
    │   │   ├2> 
Thierry
 († 1171), 
évêque de Metz

    │   │   │
    │   │   ├2> Mathilde
    │   │   │   X Conrad 
I
er
, comte de Kerberch
    │   │   │
    │   │   └2> Stéphanie, dame de Commercy
    │   │       X Hugues III, sire de Broyes
    │   │
    │   ├─> 
Etienne
 († 1162), 
évêque de Metz

    │   │
    │   ├─> Guillaume, mort avant 1105
    │   │
    │   ├─> Hugues, cité en 1105, probablement religieux
    │   │
    │   ├─> Gunthilde († 1331), abbesse de Biblisheim
    │   │
    │   └─> Agnès
    │       X 1104 Hermann II, comte de Salm († 1136)
    │
    ├─> Bruno
    │
    ├─> Louis, cité en 1080
    │
    ├─> Frédéric († 1092), 
marquis de Suze

    │
    ├─> Sophie, mariée à Folmar, comte de Froburg
    │
    ├─> Béatrice († 1092)
    │   X Berthold 
I
er
 de Zähringen († 1078), duc de Carinthie
    │
    └─> Mathilde
        X Hugues de Dagsburg († 1089)
```